# El Refugio, delstaten Mexiko
El Refugio är en ort i Mexiko, tillhörande kommunen Ixtapan de la Sal i delstaten Mexiko. Orten hade 559 invånare vid folkräkningen 2010.